# Bob Gunton
Robert Patrick Gunton Jr. (n. 15 noiembrie 1945, Santa Monica, California, SUA) este un actor american de scenă și film. Acesta este cunoscut pentru interpretarea unor personaje autoritare precum directorul Samuel Norton în Închisoarea îngerilor (1994), comisarul George Earle în Demolatorul (1993), dr. Walcott, decan al Virginia Medical School, în Patch Adams, un doctor trăsnit⁠(d) și secretarul de stat Cyrus Vance în Argo. De asemenea, a fost Leland Owlsley⁠(d) în serialul de televiziune Daredevil⁠(d), Secretarul Apărării Ethan Kanin⁠(d) în 24 de ore și Noah Taylor în Neveste disperate.
Pe lângă rolurile de film și televiziune, Gunton este un actor de teatru prolific. Acesta a creat rolul lui Juan Perón în piesa de teatru muzical Evita⁠(d) și a jucat personajul principal în punerea în scenă a piesei Sweeney Todd: The Demon Barber of Fleet Street⁠(d) în 1989, roluri pentru care a primit nominalizări la Premiile Tony. Gunton a primit un Premiu Drama Desk, un Premiu Obie și un Premiu Clarence Derwent⁠(d).

## Biografie
Gunton s-a născut pe 15 noiembrie 1945 în Santa Monica, California, fiul lui Rose Marie (născută Banovetz) și al lui Robert Patrick Gunton Sr., un director de sindicat. A urmat cursurile Liceului Mater Dei⁠(d) din Santa Ana, California, Paulist Seminary St Peter's College din Baltimore, Maryland și Universitatea din California, Irvine⁠(d). Catolic devotat, Gunton și-a propus inițial să devină preot.
A servit în Armata Statelor Unite (1969-1971) ca operator de radiotelefonie pentru Batalionul 2, Regimentul 501 Infanterie⁠(d) al Diviziei 101 Aeropurtate și a luat parte la Bătălia Fire Support Base Ripcord⁠(d) în timpul asediului de 23 de zile.
Acesta și un alt soldat au fost decorați cu Steaua de Bronz⁠(d), deoarece au revenit la bază pentru a recupera echipamente radio importante lăsate în urmă în timpul evacuării. Din acest motiv, a fost unul dintre ultimii soldați evacuați. În timpul bătăliei, Gunton și-a pierdut o plăcuță de identificare⁠(d), însă aceasta i-a fost returnată 40 de ani mai târziu în 2018.

## Cariera
Gunton a jucat rolul lui Juan Perón în producția originală de pe Broadway a piesei de teatru Evita, fiind nominalizat la premiul Tony pentru cel mai bun actor într-o piesă de teatru muzical⁠(d) pentru interpretarea sa. A avut un rol secundar în filmul HBO din 1985 intitulat Finnegan Begin Again⁠(d), cu Robert Preston și Mary Tyler Moore⁠(d) în rolurile principale. Acesta a apărut mai târziu în punerea în scenă a piesei de teatru Sweeney Todd din 1989 și a primit încă o nominalizare la Tony. Alte roluri pe Broadway includ Working⁠(d), King of Hearts⁠(d),The Music Women, How I Got That Story și Big River⁠(d).
Gunton l-a interpretat pe președintele Richard Nixon în serialul de televiziune Nightline⁠(d). De asemenea, a jucat rolul președintelui Woodrow Wilson în filmul Îngeri de oțel⁠(d) (2004). Gunton este cunoscut pentru rolul Căpitanului Benjamin Maxwell în episodul „The Wounded” al serialului Star Trek: Generația următoare. Gunton l-a jucat pe directorul Samuel Norton, șeful închisorii de stat Shawshank și principalul antagonist din Închisoarea îngerilor (1994). L-a interpretat pe Cecil Dobbs în filmul Avocatul din lumuzină din 2011.
Acesta a fost invitat în primul sezon din Neveste disperate și în al șaselea sezon din 24 de ore. A interpretat rolul Secretarului de Stat Ethan Kanin atât în 24 de ore, cât și în filmul de televiziune 24: Redemption⁠(d). Gunton îl interpretează pe Leland Owlsley în serialul de televiziune Daredevil. A avut o apariție ca actor-invitat în sezonul 19 al serialului Lege si ordine: Brigada specială⁠(d) în ianuarie 2017. În 2021, Gunton a fost dublură pentru personajul lui Harold Ramis, Egon Spengler,⁠(d) în Vânătorii de fantome: Moștenirea.

## Filmografie

### Filme
| An   | Titlu                                         | Rol                            | Note                                         |
| ---- | --------------------------------------------- | ------------------------------ | -------------------------------------------- |
| 1981 | Rollover                                      | Sal Naftari                    |                                              |
| 1985 | Static                                        | Frank                          |                                              |
| 1987 | Matewan                                       | C.E. Lively                    |                                              |
| 1987 | The Pick-up Artist                            | Fernando Portacarrero          |                                              |
| 1989 | Cookie                                        | Richie Segretto                |                                              |
| 1989 | Glory                                         | General Charles Harker         |                                              |
| 1989 | Born on the Fourth of July                    | Doctor                         |                                              |
| 1990 | Sesame Street Home Video Visits the Firehouse | Chief Kirby                    | Scurtmetraj                                  |
| 1991 | JFK                                           | TV Newsman                     |                                              |
| 1991 | Missing Pieces                                | Mr. Gabor                      |                                              |
| 1992 | Patriot Games                                 | Interviewer                    |                                              |
| 1992 | The Public Eye                                | Older Agent                    |                                              |
| 1992 | Jennifer 8                                    | Director Goodridge             |                                              |
| 1993 | Father Hood                                   | Lazzaro                        |                                              |
| 1993 | Demolition Man                                | Chief George Earle             |                                              |
| 1994 | The Shawshank Redemption                      | Warden Sam Norton              |                                              |
| 1995 | Dolores Claiborne                             | Mr. Pease                      |                                              |
| 1995 | Ace Ventura: When Nature Calls                | Burton Quinn                   |                                              |
| 1996 | Broken Arrow                                  | Mr. Pritchett                  |                                              |
| 1996 | The Glimmer Man                               | Frank Deverell                 |                                              |
| 1997 | A Thousand Acres                              | Judge                          | Necreditat                                   |
| 1997 | Midnight in the Garden of Good and Evil       | Finley Largent                 |                                              |
| 1998 | Patch Adams                                   | Dean Walcott                   |                                              |
| 1999 | Bats                                          | Dr. Alexander McCabe           |                                              |
| 2000 | The Perfect Storm                             | Alexander McAnally III         |                                              |
| 2001 | Scenes of the Crime                           | Steven, Jimmy's Partner        |                                              |
| 2002 | Boat Trip                                     | Boat Captain                   |                                              |
| 2003 | Dallas 362                                    | Joe                            |                                              |
| 2004 | I Heart Huckabees                             | Mr. Silver                     |                                              |
| 2006 | Believe in Me                                 | Hugh Moreland                  |                                              |
| 2007 | Dead Silence                                  | Edward Ashen                   |                                              |
| 2007 | Fracture                                      | Judge Gardner                  |                                              |
| 2007 | Numb                                          | Dr. Townsend                   |                                              |
| 2007 | Rendition                                     | Lars Whitman                   |                                              |
| 2008 | Player 5150                                   | Nick Villa                     |                                              |
| 2008 | The Lazarus Project                           | Father Ezra                    |                                              |
| 2009 | Tenure                                        | William Thurber                |                                              |
| 2010 | The Trial                                     | Joe Whetstone                  |                                              |
| 2011 | The Lincoln Lawyer                            | Cecil Dobbs                    |                                              |
| 2011 | Kill the Irishman                             | Jerry Merke                    |                                              |
| 2012 | Get the Gringo                                | Thomas Kaufmann                |                                              |
| 2012 | Argo                                          | Secretary of State Cyrus Vance | Hollywood Film Awards for Best Ensemble Cast |
| 2012 | Trouble with the Curve                        | Watson                         |                                              |
| 2013 | Highland Park                                 | Bert                           |                                              |
| 2013 | Decoding Annie Parker                         | Dr. Benton                     |                                              |
| 2013 | Jimmy                                         | Sheriff Brinson                |                                              |
| 2013 | Runner Runner                                 | Dean Alex Monroe               |                                              |
| 2013 | Live at the Foxes Den                         | Tony O'Hara                    |                                              |
| 2015 | Larry Gaye: Renegade Male Flight Attendant    | Flight School Instructor       |                                              |
| 2015 | The 33                                        | President Sebastián Piñera     |                                              |
| 2017 | Alex & the List                               | Mr. Stern                      |                                              |
| 2018 | Unbroken: Path to Redemption                  | Major Zeigler                  |                                              |
| 2021 | Ghostbusters: Afterlife                       | The Ghost Farmer               | Dublură corporală pentru Harold Ramis        |
| TBA  | The Gettysburg Address                        | William Herndon (voce)         |                                              |

### Seriale
| An        | Titlu                                     | Rol                                       | Note                                       |
| --------- | ----------------------------------------- | ----------------------------------------- | ------------------------------------------ |
| 1985      | Finnegan Begin Again                      | Christian Jamison                         | Film de televiziune                        |
| 1985      | The Equalizer                             | Cronin                                    | Episodul "Mama's Boy"                      |
| 1988      | Hothouse                                  | Dr. Leonard Schrader                      | 7 episoade                                 |
| 1988      | Miami Vice                                | Rivas                                     | Episodul: "Heart of Night"                 |
| 1989      | Unconquered                               | Governor George Wallace                   | Film de televiziune                        |
| 1990      | Judgment                                  | Monsignor Beauvais                        | Film de televiziune                        |
| 1990      | The Bride in Black                        | Sydney                                    | Film de televiziune                        |
| 1990      | Law & Order                               | Gil Himes                                 | Episodul: "Happily Ever After"             |
| 1990      | L.A. Law                                  | Bob Weston                                | Episodul: "New Kidney on the Block"        |
| 1991      | Star Trek: The Next Generation            | Captain Benjamin Maxwell                  | Episodul: "The Wounded"                    |
| 1991      | Perry Mason: The Case of the Glass Coffin | Assistant District Attorney Scott Willard | Film de televiziune                        |
| 1991      | A Woman Named Jackie                      | Hugh Auchincloss                          | 3 episoade                                 |
| 1992      | Ned Blessing: The True Story of My Life   | Texas Preacher                            | Film de televiziune                        |
| 1992      | Sinatra                                   | Tommy Dorsey                              | 2 episoade                                 |
| 1992      | Dead Ahead: The Exxon Valdez Disaster     | Larry Dietrick, State of Alaska           | Film de televiziune                        |
| 1993      | Wild Palms                                | Dr. Tobias Schenkl                        | 5 episoade                                 |
| 1993      | Murder in the Heartland                   | Governor Anderson                         | 2 episoade                                 |
| 1994      | Roswell                                   | Frank Joyce                               | Film de televiziune                        |
| 1994      | Cosmic Slop                               | President Ellis (Space Traders segment)   | Film de televiziune                        |
| 1995      | In Pursuit of Honor                       | Colonel John Hardesty                     | Film de televiziune                        |
| 1995      | Kingfish: A Story of Huey P. Long         | Franklin D. Roosevelt                     | Film de televiziune                        |
| 1995      | Courthouse                                | Judge Homer Conklin                       | 11 episoade                                |
| 1996      | The Siege at Ruby Ridge                   | Bo Gritz                                  | Film de televiziune                        |
| 1997      | Elvis Meets Nixon                         | President Richard Nixon                   | Film de televiziune                        |
| 1997      | Buffalo Soldiers                          | Colonel Benjamin Grierson                 | Film de televiziune                        |
| 1998      | Nothing Sacred                            | Bishop Corey                              | Episodul: "Signs and Words"                |
| 1998      | The Outer Limits                          | Clute Nichols                             | Episodul: "The Hunt"                       |
| 1998      | Ally McBeal                               | Michaelson                                | Episodul: "These Are the Days"             |
| 2000      | Running Mates                             | Terrence Randall                          | Film de televiziune                        |
| 2000      | Family Law                                | Judge Mason                               | Episodul: "Telling Lies, Conclusion"       |
| 2001      | When Billie Beat Bobby                    | Jerry Perenchio                           | Film de televiziune                        |
| 2001      | 61*                                       | Dan Topping                               | Film de televiziune                        |
| 2002      | The Court                                 | Casey                                     | Episodul: "Back in the Bottle"             |
| 2002      | Spin City                                 | Governor Riley                            | Episodul: "A Friend in Need"               |
| 2002      | Touched by an Angel                       | Sidney Alcott                             | Episodul: "A Feather on the Breath of God" |
| 2002–2004 | Greg the Bunny                            | Jack 'Junction Jack' Mars                 | Rol principal                              |
| 2003      | Mister Sterling                           | California Governor Marino                | 4 episoade                                 |
| 2003      | CSI: Crime Scene Investigation            | Director Robert Carvallo                  | Episodul: "Play with Fire"                 |
| 2003      | Peacemakers                               | Mayor Malcolm Smith                       | Rol principal                              |
| 2003–2004 | Judging Amy                               | Dr. Alan Foster                           | 3 episoade                                 |
| 2004      | Iron Jawed Angels                         | President Woodrow Wilson                  | Film de televiziune                        |
| 2004      | Judas                                     | High Priest Caiaphas                      | Film de televiziune                        |
| 2004      | Monk                                      | Dwight Ellison                            | Episodul: "Mr. Monk and the Game Show"     |
| 2004–2006 | Desperate Housewives                      | Noah Taylor                               | Rol secundar                               |
| 2005      | Nip/Tuck                                  | Agent Sagamore                            | 3 episoade                                 |
| 2006      | Pepper Dennis                             | Dick Dinkle                               | Rol episodic                               |
| 2006      | Numbers                                   | Boyd Resnick                              | Episodul: "Waste Not"                      |
| 2006      | E-Ring                                    | General Hughes                            | 3 episoade                                 |
| 2007      | Pandemic                                  | Dr. Max Sorkosky                          | Miniserie                                  |
| 2007      | The Batman                                | Gorman                                    | Voce, Episodul: "Riddler's Revenge"        |
| 2007      | Women's Murder Club                       | Arthur Lazar                              | Episodul: "Train In Vain"                  |
| 2007–2010 | 24                                        | Ethan Kanin                               | Rol principal                              |
| 2008      | Boston Legal                              | Attorney William Connolly                 | Episodul: "The Court Supreme"              |
| 2008      | 24: Redemption                            | Ethan Kanin                               | Film de televiziune                        |
| 2008      | World War II: Behind Closed Doors         | President Franklin D. Roosevelt           | Documentar BBC                             |
| 2010      | The Mentalist                             | Alexander Harrington                      | Episodul: "Red All Over"                   |
| 2010      | Warren the Ape                            | Unknown                                   | Episodul: "Out with the Old"               |
| 2010–2016 | Royal Pains                               | General William Collins                   | Rol episodic                               |
| 2011      | Criminal Minds: Suspect Behavior          | Marshall Phelps                           | Episodul: "Strays"                         |
| 2011      | Family Guy                                | Warden                                    | Voce, Episodul: "Cool Hand Peter"          |
| 2012      | Wilfred                                   | Warner                                    | Episodul: "Now"                            |
| 2012      | Up All Night                              | Tom                                       | Episodul: "The Wedding"                    |
| 2014      | New Girl                                  | Ed                                        | Episodul: "Basketsball"                    |
| 2014      | Trophy Wife                               | Francis Harrison                          | Episodul: "The Wedding: Part Two"          |
| 2015      | Daredevil                                 | Leland Owlsley                            | Rol princiapl (sezonul 1)                  |
| 2015      | Gortimer Gibbon's Life on Normal Street   | Grandpa                                   | 2 episoade                                 |
| 2016      | The Last Tycoon                           | Vanderbilt Riddle                         | Episodul: "Pilot"                          |
| 2017      | Law & Order: Special Victims Unit         | Lawrence Hendricks Sr.                    | Episodul: "Decline and Fall"               |
| 2017      | Trial & Error                             | Jeremiah Jefferson Davis                  | 6 episoade                                 |
| 2018      | The Blacklist                             | Nicholas Moore                            | 2 episoade                                 |
| 2019      | The Cool Kids                             | Colonel Christianson                      | Episodul: "Funeral Crashers"               |
| 2019      | Project Blue Book                         | President Harry S. Truman                 | Episodul: "The Washington Merry-Go Round"  |
| 2019      | Elementary                                | Frederick Wentz                           | Episodul: "Reichenbach Falls"              |

### Teatru
| An      | Titlu                                              | Rol                                   | Note |
| ------- | -------------------------------------------------- | ------------------------------------- | --- |
| 1965    | Tennessee, U.S.A.                                  | Johnny Timberlake                     | |
| 1972    | The Kid                                            | Cowpoke                               | |
| 1977    | Happy End                                          | Ben Owens / Bill Cracker (understudy) | |
| 1978    | Working                                            | Bud Jonas / Frank Decker              | |
| 1978    | King of Hearts                                     | Raoul                                 | Nominalizat - Drama Desk Award for Outstanding Featured Actor in a Musical |
| 1979    | Tip-Toes                                           | Rollo Metcalf                         | |
| 1979–83 | Evita                                              | President Juan Perón                  | Drama Desk Award for Outstanding Featured Actor in a MusicalNominalizat - Tony Award for Best Featured Actor in a Musical                                                                          |
| 1980    | How I Got That Story                               | The Historical Event                  | Clarence Derwent Award for Most Promising Male PerformerObie Award for Distinguished Performance by an ActorNominalizat - Drama Desk Award for Outstanding Actor in a Play                         |
| 1981    | Isn't It Romantic?                                 | Paul Stuart                           | |
| 1982    | The Death of Von Richtofen as Witnessed From Earth | Hermann Göring                        | |
| 1982    | Hamlet                                             | King Claudius                         | |
| 1983    | Passion Play                                       | James                                 | |
| 1983    | An American Comedy                                 | George Reilly                         | |
| 1984    | Amadeus                                            | Antonio Salieri                       | |
| 1985–87 | Big River                                          | The King                              | Nominalizat - Drama Desk Award for Outstanding Featured Actor in a Musical |
| 1987–90 | Sweeney Todd: The Demon Barber of Fleet Street     | Sweeney Todd                          | Nominalizat - Tony Award for Best Actor in a Musical Nominalizat - Drama Desk Award for Outstanding Actor in a Musical Nominalizat - Outer Critics Circle Award for Outstanding Actor in a Musical |
| 1987    | Roza                                               | Lola                                  | |
| 1988    | Phaedra Britannica                                 | Governor                              | |
| 2000    | The Poison Tree                                    | The Hon. Ronald S. Rogers             | |
| 2002    | Follies                                            | Benjamin Stone                        | |
| 2003    | On the Twentieth Century                           | Oscar Jaffee                          | |
| 2004    | The Great Ostrovsky                                | David Ostrovsky                       | Nominalizat - Barrymore Award for Excellence in Theater |